# گراهام براون (بازیکن فوتبال، زاده ۱۹۴۴)
گراهام براون (انگلیسی: Graham Brown؛ زادهٔ ۲۱ مارس ۱۹۴۴) بازیکن فوتبال اهل بریتانیا است.
از باشگاه‌هایی که در آن بازی کرده‌است می‌توان به باشگاه فوتبال منزفیلد تاون، باشگاه فوتبال دونکستر راورز، باشگاه فوتبال کراولی تاون، باشگاه فوتبال یورک سیتی، باشگاه فوتبال روترهام یونایتد، باشگاه فوتبال سوانزی سیتی، باشگاه فوتبال ساوتپورت، باشگاه فوتبال میلوال، باشگاه فوتبال بوستون یونایتد، باشگاه فوتبال واتفورد و باشگاه فوتبال برایتون اند هوو آلبیون اشاره کرد.